# México en los Juegos Olímpicos de la Juventud
México en los Juegos Olímpicos de la Juventiud está representado por el Comité Olímpico Mexicano. Ha participado en todas las ediciones de los Juegos Olímpicos de la Juventud realizadas hasta el momento: Singapur 2010, Nanjing 2014 y Buenos Aires 2018. 

## Desempeño en cada edición
| Evento            |   |    |    | T  | Detalle |
| ----------------- | - | -- | -- | -- | --- |
| Singapur 2010     | 0 | 1  | 5  | 6  | Taekwondo,+63 kg, Briseida Acosta Halterofilia,63 kg, Aremi Fuentes Taekwondo,-63 kg, Alejandro Valdés Triatlón, Equipo, Adriana Barraza * Equipo Internacional Pentatlón moderno, Abraham Camacho Canotaje, Pedro Castañeda Clavados, Plataforma 10 m, Iván Gacía |
| Nankín 2014       | 1 | 7  | 6  | 14 | Clavados, Equipo Mixto, Alejandra Orozco Loza * Equipo Internacional Taekwondo,-63 kg, José Nava Halterofilia,63 kg, Ana Durán Tiro Deportivo, Rifle de Aire,10 m, José Valdés * Equipo Internacional Atletismo,5 km, Valeria Ortuño Atletismo, Lanzamiento de Bala, María Orozco Clavados, Trampolín 3 m, Rodrigo Diego Pentatlón Moderno, Equipo Mixto, Ricardo Vera * Equipo Internacional Taekwondo,-49 kg, Mitzi Carrillo Clavados, Trampolín 3 m, Alejandra Orozco Loza Clavados, Plataforma 10 m, Rodrigo Diego Canotaje, Victoria Morales Atletismo, Marcha,10 km, Noel Chama Fútbol, Selección femenina mexicana |
| Buenos Aires 2018 | 5 | 3  | 8  | 16 | Halterofilia,48 kg, Yesica Hernández Ecuestre, Equipo de Norteamérica, Nicole Meyer * Equipo Internacional Judo, Equipo Beijing, Itzel Pecha * Equipo Internacional Atletismo,400 m, Luis Avilés Clavados, Plataforma 10 m, Randal Willars Esgrima, Natalia Botello Tiro Deportivo, Rifle de Aire,10 m, Edson Ramirez * Equipo Internacional Atletismo, Marcha,5 km, Sofía Ramos Taekwondo,-44 kg, Alicia Rodríguez Esgrima, Equipo Américas 1, Natalia Botello * Equipo Internacional Halterofilia,69 kg, Mauricio Canul Ecuestre, Nicole Meyer Taekwondo,-63 kg, Leslie Soltero Tiro Deportivo, Pistola de Aire,10 m, Andrea Ibarra * Equipo Internacional Clavados, Plataforma 10 m, Gabriela Agundes Canotaje, Stephanie Rodríguez |
| Total             | 6 | 11 | 19 | 36 | |

Las medallas conseguidas en equipos en los que colaboran deportistas de distintas naciones forman parte del "Equipo Internacional", por lo tanto, no se cuentan en el medallero de los países que integraron dichos equipos.
- Datos: Q24960758